# Viaduc de Blanchardeau
Le viaduc de Blanchardeau a été construit par Louis Harel de la Noë pour les chemins de fer des Côtes-du-Nord. Il permet à la ligne Guingamp - Plouha de franchir la vallée du Leff au niveau de la commune de Lanvollon.

## Caractéristiques
- 18 arches
- Longueur totale : 149 m
- Hauteur : 10 m

## Usage contemporain
Restauré par une association locale, il constitue un point de passage d'un circuit de randonnée de 6,4 km.